# Trigon (hra)
Trigon byla míčová hra ve starověkém Římě k trávení volného času, jeden z historických předstupňů dnešního tenisu. 

## Hra
Hry se účastnili pravděpodobně tři hráči, postaveni v trojúhelníku (odtud název trigon),  kteří mezi sebou pálkovali těžkými pálkami tvrdý míč obsahující fíková zrna. Ten chytali do pravé ruky a odehrávali jej levou. Mimo třech hráčů  (trigonali) byli přítomni i pomocníci (pilecripi), kteří zapisovali skóre a sbírali míče.

## Výskyt v literatuře
Římský patricij Petronius ve svém Satirikonu popisuje míčovou hru, kterou hraje starý Trimalchio s párem mladých otroků. Charakterem odpovídá trigonu, není však na žádném místě přesně nazvána.